# Engganotrast
Engganotrast (Geokichla leucolaema) är en fågel i familjen trastar inom ordningen tättingar. Den förekommer enbart i skogar på ön Enggano utanför Sumatra i Indonesien. Där påverkas beståndet negativt av skogsavverkningar. IUCN kategoriserar den som nära hotad.

## Utseende och läte
Engganotrasten är en liten (15–18,5 cm) trast. På ovansidan är en kastanjebrun från hjässa till nacke, på mantel, rygg och skapularer till övre stjärttäckare mer rostbrun. På vingarna syns två breda vita vingband. Undertill är den vit från hakan till övre delen av bröstet, med svartaktigt i ansiktet, på strupsidorna och resten av bröstet. Resten av undersidan är ljus, på flankerna med brunaktig anstrykning. Sången låter mer som ett tiggläte, långsammare och mer varierat än brunkronad trast.

## Utbredning och systematik
Fågeln förekommer enbart på ön Enggano utanför västra Sumatra. Den behandlas som monotypisk, det vill säga att den inte delas in i några underarter. Vissa behandlar den som underart till brunkronad trast (G. interpres).

### Släktestillhörighet
Tidigare placerades arten i släktet Zoothera, men flera DNA-studier visar att engganotrast med släktingar står närmare bland andra trastarna i Turdus.

## Levnadssätt
Engganotrasten är en skogslevande art, men är inte begränsad till urskog. Mycket lite information finns om dess häckningsbiologi eller levnadssätt i övrigt.

## Status och hot
Engganotrasten har en liten världspopulation bestående av uppskattningsvis endast 10 000–20 000 vuxna individer. Den tros också minska i antal till följd av habitatförlust. Internationella naturvårdsunionen IUCN kategoriserar den som nära hotad.